# Streptomyces albus
Streptomyces albusは、pseudodisaccharideのアミノグリコシド系抗生物質に属するサルボスタチンが単離された細菌の一種である。S. albusは白い空中菌糸体が生じることが知られている。